# Competiciones de slot
Las competiciones de slot es la manifestación competitiva del slot. Se suelen usar reproducciones de modelos reales, aunque algunos están específicamente diseñados para la competición. Es un término tan amplio que debe ser separado en dos corrientes: rally y velocidad.

## Rally
El slot de rally consiste, como en la realidad, en recorrer un trazado determinado en el menor tiempo posible. Se pueden desarrollar en tramos abiertos de longitud indefinida; pero su dificultad técnica lo impide y es más común verlos en circuitos a los que hay que dar varias vueltas.
El desarrollo común de una competición de rally es así:
- Se monta un número indeterminado de circuitos, aunque no suelen ser más de 4 o 5, totalmente desconocidos para todos.
- Se dan un número de vueltas indefinido a cada circuito; normalmente 5, pero varía según su longitud.
- Se toman los tiempos en cada tramo.
- Se hacen varias pasadas o mangas; 2, 3 o 4 dependiendo de la cantidad de participantes y de tramos.
- Se suman los tiempos de todos los tramos en todas las pasadas. El tiempo más bajo gana.

El rally engloba a varias categorías:WRC,A, K, SN N, Ni, ND, S2000. También los campeonatos de raid se desarrollan de manera similar.

## Velocidad
Habitualmente se compite en pistas (de plástico o madera) de cuatro o más carriles (tradicionalmente pistas desde 4 carriles hasta 8, encontrándose pistas de hasta 24 carriles mediante disposición de circuitos espejo).
Se trata de dar la mayor cantidad de vueltas por el circuito en un tiempo determinado, llegando incluso a las 24 horas o más (carrera de resistencia); o de dar un número determinado de vueltas en el menor tiempo posible (carrera al sprint). Los circuitos pueden ser extremadamente largos o cortos. 
En las competiciones de slot analógicas, se realizan varias mangas para que todos los participantes vayan rotando por todos los carriles, y así compensar las diferencias entre carriles en el resultado final; ya que se suma el resultado por cada uno de los carriles. En las competiciones de slot digital, esto no es necesario ya que en este tipo de sistemas, el coche no está atado a un carril sino que puede cambiar al que le plazca en los cambios de carril dispuestos por el circuito digital durante el transcurso de la prueba. 
Sus categorías se dividen según el tipo de coche con el que se corra.